# Kusumoto Ine

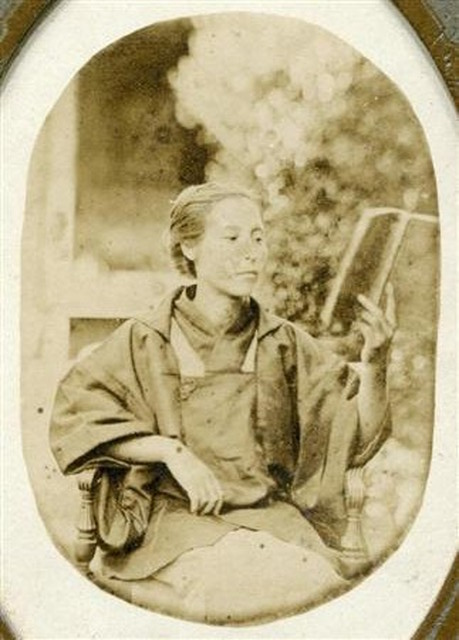
Kusumoto Ine

Ine Kusumoto  (楠本イネ?, Kusumoto Ine), detta anche Oine (Dejima, 10 maggio 1827 – Mamiana (Azabu), 27 agosto 1903) fu la prima dottoressa e ginecologa di medicina occidentale in Giappone. Suo padre era il medico e naturalista tedesco Philipp Franz von Siebold e sua madre Kusumoto Taki (楠本 瀧; 1807–1865), chiamata anche Sonogi (其扇).

## Storia

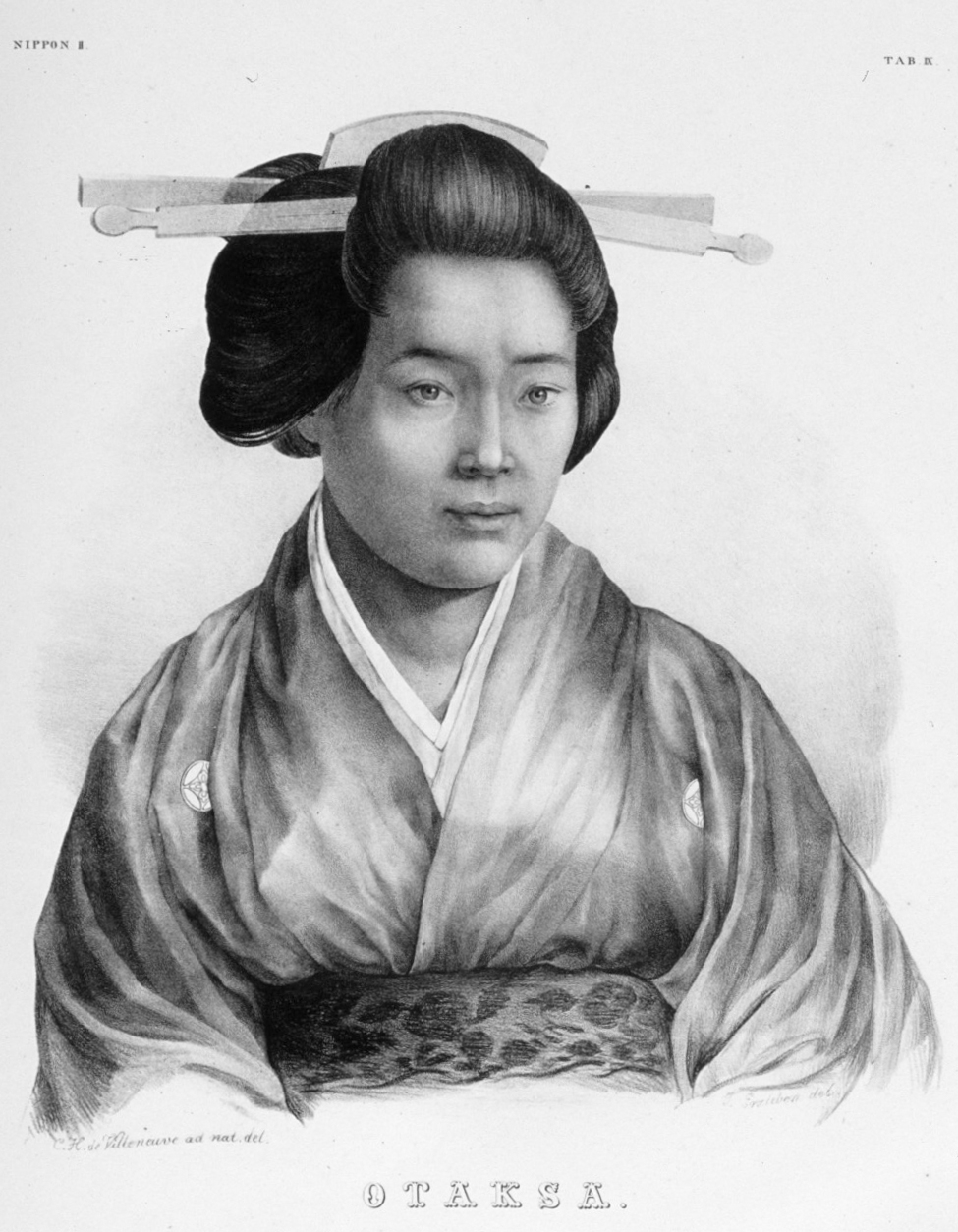
Kusumoto Taki

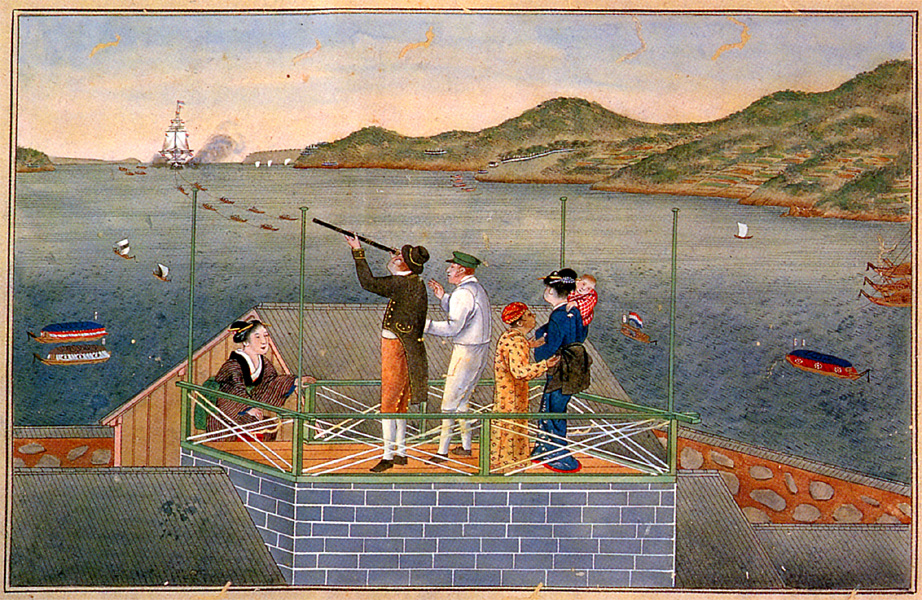
Stampa a colori di Kawahara Keiga: Arrivo di una nave olandese (蘭船入港図): Philipp Franz von Siebold con il cannocchiale, insieme a Taki e Ine

Suo padre prestava servizio come medico residente presso Dejima, l'avamposto commerciale della Compagnia Olandese delle Indie Orientali a Nagasaki, che era chiuso a quasi tutti i Giapponesi. Sua madre Taki era forse una cortigiana, o tale era indicata nei suoi documenti ufficiali che le consentivano l'accesso a Dejima,
Nel 1828 von Siebold fu scoperto in possesso di mappe proibite del Giappone (che, si credeva, potevano cadere nelle mani dei nemici del paese, come la Russia, che minacciava le frontiere settentrionali del Giappone) e fu condannato all'espulsione dal Giappone il 22 ottobre 1829. Così von Siebold lasciò il paese alla fine del 1829, con la piccola Ine di due anni e sua madre che lo salutavano dal porto mentre la sua nave salpava.
Ine adoperò anche il nome 矢本 稲, in cui 矢本 può essere letto come Shibon ed è quindi un riferimento al nome di suo padre, mentre 稲 è un carattere cinese (kanji) con la pronuncia Ine, invece della più inusuale scrittura katakana イネ per il nome.
Anche durante il suo esilio rimase in contatto con suo padre, che le fece avere un rifornimento costante di medicinali dall'Occidente. A quattordici anni iniziò a studiare medicina occidentale presso la scuola che egli aveva lasciato a Uwa (Dejima) insieme ai suoi studenti giapponesi. Con il tempo, Iine divenne la prima donna medico del Giappone e aprì una clinica ginecologica a Nagasaki. Dopo aver esercitato con successo per alcuni anni fu infine chiamata a ricoprire il ruolo di medico personale dell'imperatrice.
Il 26 febbraio 1852 nacque sua figlia Takako (高子; morta il 18 luglio 1938). Il padre era il medico Ishii Sōken (石井 宗謙; 1796–1861), che si sospetta avesse in realtà violentato Ine.
Suo padre ritornò in Giappone il 4 agosto 1859, dopo trent'anni di assenza. Ine lo avrebbe visto per l'ultima volta nell'aprile del 1862, quando fu costretto ancora una volta a rientrare in Europa, e non fece mai più ritorno in Giappone.

## Riferimenti nella cultura di massa
La vita di Ine Kusumoto è stata trasformata in un musical giapponese intitolato Ine, presentato per la prima volta in Europa nel 2004 in occasione della 1.300ª festa annuale della città di Würzburg.